# Rattus argentiventer
Rattus argentiventer är en däggdjursart som ingår i släktet råttor, och familjen råttdjur. IUCN kategoriserar arten globalt som livskraftig. Arten beskrevs först av Robinson och Cecil Boden Kloss 1916, och inga underarter finns listade i Catalogue of Life.
I Vietnam ses gnagaren som en delikatess, vilket gör att en stor mängd råttkött exporteras från Kambodja

## Utseende
Denna råtta når en kroppslängd (huvud och bål) av 13,5 till 23 cm och en svanslängd av 15 till 21 cm. Vikten varierar mellan 50 och 240 gram. Den borstiga pälsen på ovansidan är orangebrun med några svarta fläckar. På undersidan är pälsen mörkgrå till silvervit och på bukens mitt finns ofta en mörk längsgående strimma. Hos unga individer förekommer vanligen orange päls framför öronen. De långa och smala fötterna är täckta av mörka hår.

## Utbredning och habitat
Arten förekommer i Sydostasien från norra Vietnam längs kusten till Malackahalvön, Borneo, Sumatra, Java och mindre öar i regionen. Rattus argentiventer introducerades av människan i Filippinerna, på Sulawesi och på öarna mellan Java och Timor. Som artens naturliga habitat antas fuktiga gräsmarker. Som kulturföljare hittas Rattus argentiventer främst i risodlingar och andra odlade regioner.

## Ekologi
Rattus argentiventer äter gröna växtdelar som gräs och stjälkar samt frön och några ryggradslösa djur som insekter, musslor och krabbor.
Individerna gräver underjordiska bon, till exempel i fördämningar mellan risfält. På dagen vilar de även gömda i halmstackar. Hanar och honor lever i stora flockar och etablerar en hierarki.
Ungarna av årets första kull föds vanligen när risplantorna blir stora. Vid andra kullen blir risplantorna mogna och den tredje kullen infaller efter skörden. Dräktigheten varar cirka tre veckor och sedan föds 5 till 7 ungar. I sällsynta fall har kullen 18 ungar. På Java fortplantade sig alla vuxna honor av den observerade population vad som orsakade en kraftig ökning av beståndet. Unga honor kan tidigast para sig efter 28 dagar när de väger 30 till 40 gram. Vanligen får de sin första kull med en vikt av 60 till 120 gram.

## Rattus argentiventersom skadedjur
Vanligen förstör arten 10 till 20 procent av årets risskörd i sitt utbredningsområde. I regioner där åkrarna odlas två eller tre gånger i följd kan andelen vara ännu större. Största skadan med upp till 50 procent förekommer i områden där råttan kan undfly bekämpning som i bergstrakter eller vid stora kanaler.